# Martin Garrix
Martin Garrix, właśc. Martijn Gerard Garritsen (ur. 14 maja 1996 w Amsterdamie) – holenderski DJ i producent muzyczny, wykonujący muzykę z gatunków big room house, electro house, dutch house, progressive house oraz bass house.

## Życiorys
Garrix już od najmłodszych lat wykazywał przywiązanie do muzyki. Jako dziecko kupił sobie tani sprzęt DJ i grał na imprezach u mamy, rodziny i znajomych. We wczesnych latach nastoletnich uczęszczał do Herman Brood Academie, specjalnej szkoły, gdzie uczono podstaw produkcji muzyki, którą ukończył w wieku 14 lat. W 2011 roku wydał swój pierwszy bootleg do singla Enrique Iglesiasa pt. Tonight. Przełom nastąpił w 2012 roku, kiedy w lipcu podpisał kontrakt z holenderskim gigantem Spinnin’ Records, gdzie we wrześniu wydał swój pierwszy singiel pt. Keygen. Kolejnym krokiem w karierze było BFAM, które powstało z innym młodym talentem z ‘szeregów’ Spinnin i jednocześnie kolegą ze szkoły muzycznej – Julianem Jordanem. Dzięki niemu 16 latek zyskał ogromny rozgłos, a na fali popularności singla propozycje współpracy przy produkcji utworów otrzymał między innymi od Sidneya Samsona. Efekt ich pracy pt. Torrent wydano nakładem wytwórni Tiësto – Musical Freedom. Kolejne utwory Garrixa ukazały się już w wytwórni Spinnin’ Records z utworem Animals na czele.
Garrix, jako wówczas najmłodszy wykonawca, zagrał w klubie Privilege Ibiza na hiszpańskiej wyspie, a także był jedyną osobą poniżej 18 roku życia, która pojawiła się na terenie belgijskiego festiwalu Tomorrowland.
Martin Garrix współpracował z takimi wykonawcami jak David Guetta, Avicii, Tiësto, Dyro, Afrojack, Hardwell, Borgore, R3hab czy Bono.
W zestawieniu DJ Mag Top 100 Martin Garrix uzyskał czterdzieste miejsce w 2013, czwarte w 2014, trzecie w 2015 oraz pierwsze w 2016, 2017 oraz 2018 roku. W 2019 roku spadł na drugie miejsce. Natomiast w 2020 roku znalazł się na 3 miejscu zestawienia. W 2016 roku Garrix w atmosferze konfliktu z powodu nieporozumień opuścił skrzydła wytwórni Spinnin’ Records, po czym otworzył własną wytwórnie muzyczną – STMPD RCRDS.
W 2021 roku wraz z Bono i The Edge stworzył oficjalną piosenkę Euro 2020 pt. "We Are The People".

## Kariera

### 2012-14
Garrix został odkryty przez Tiësto. Swoje początki z piosenkami stawiał z „BFAM” (z Julian Jordan). „Just Some Loops”. Współpraca z TV Noise zakończyła się wydaniem albumów: Loop Masters Essential, Volume 2. Kolejny album „Error 404” został wydany przy współpracy ze Spinnin' Records

## Dyskografia

### Minialbumy
- 2014: Gold Skies (EP)
- 2015: Break Through the Silence (EP)
- 2016 Seven (EP)
- 2018: Bylaw (EP)

### Albumy studyjne
- 2016: Seven
- 2022 Sentio